# Jean Ste Marie
Jean David Ste Marie (ur. 1999) – maurytyjski zapaśnik walczący w stylu wolnym. Zajął 29. miejsce na mistrzostwach świata w 2022. Brązowy medalista mistrzostw Afryki w 2022 roku.